# Stawce (gromada)
Stawce – dawna gromada, czyli najmniejsza jednostka podziału terytorialnego Polskiej Rzeczypospolitej Ludowej w latach 1954–1972.
Gromady, z gromadzkimi radami narodowymi (GRN) jako organami władzy najniższego stopnia na wsi, funkcjonowały od reformy reorganizującej administrację wiejską przeprowadzonej jesienią 1954 do momentu ich zniesienia z dniem 1 stycznia 1973, tym samym wypierając organizację gminną w latach 1954–1972.
Gromadę Stawce z siedzibą GRN w Stawcach utworzono – jako jedną z 8759 gromad na obszarze Polski – w powiecie krasnostawskim w woj. lubelskim na mocy uchwały nr 9 WRN w Lublinie z dnia 5 października 1954. W skład jednostki weszły obszary dotychczasowych gromad Stawce i Wola Studziańska ze zniesionej gminy Zakrzew w tymże powiecie. Dla gromady ustalono 12 członków gromadzkiej rady narodowej.
1 stycznia 1956 gromada weszła w skład nowo utworzonego powiatu bychawskiego w tymże województwie.
1 stycznia 1969 gromadę zniesiono, włączając jej obszar nominalnie do gromady Dębina w tymże powiecie. Faktycznie jednak miejscowości należące do gromady Stawce (Stawce, Stawce-Kolonia, Wola Studzieńska i Wola Studzieńska-Kolonia) wyłączono już tego samego dnia z gromady Dębina i włączono do gromady Batorz w powiecie kraśnickim. Nie jest jasne dlaczego gromady Stawce nie włączono bezpośrednio do gromady Batorz, lecz przyczyną tego była zapewne późna zmiana zdania, jako że pierwsza decyzja (o włączeniu do gromady Dębina) zapadła 29 czerwca 1968, natomiast druga (o włączeniu do gromady Batorz i zmianie powiatu) 20 grudnia 1968, czyli praktycznie w ostatniej chwili przed wejściem w życie pierwszej uchwały, 1 stycznia 1969, dlatego też zmiana musiała przejść pośrednio przez gromadę Dębina.